# Icuria
Icuria là một chi thực vật có hoa trong họ Đậu.